# Aldenhaag
De Aldenhaag is een motteheuvel in Zoelen in de Nederlandse provincie Gelderland en ligt 500 meter ten noordwesten van kasteel Soelen in de oeverzone van het riviertje de Zoel.
De eigenaren moesten leen betalen aan de graaf van Gelre. Het kasteel is na 1362 verdwenen.

## Bouwgeschiedenis
Uit archeologisch (boor)onderzoek uit 2002-2004 blijkt dat er in de elfde en twaalfde eeuw op de linkeroever van de Zoel een motteversterking is aangelegd, die bestond uit een omgrachte hoofdburcht en een omgrachte voorburcht.
De hoofdburcht had een ronde vorm en moet vanwege de beperkte ruimte op de heuveltop torenvormig geweest zijn. De voet van het mottekasteel meet 25 meter doorsnee, maar kan groter geweest zijn als het een ingemotte woontoren betreft. De top was vermoedelijk 15 m en de hoogte vermoedelijk 3 tot 3,5 m. De omringende gracht was 10 tot 15 m breed. In de heuvel bevindt zich zowel tufsteen als baksteen wat wijst op meerdere bouwfasen. Waarschijnlijk stond er op de heuvel een natuur- of bakstenen toren en mogelijk aan de voet een stenen poortgebouw.

### Ontmanteling
In 1361 won Eduard van Gelre de slag bij Tiel. Omdat Arnt van Arkel de zijde van de verliezende partij had gekozen beval de hertog Aldenhagen af te breken waarbij Van Arkel de stenen moest afstaan. Het gehele complex zal in of rond 1362 ontmanteld zijn.

## Huidige  staat
Tegenwoordig is er bovengronds nog een beboste heuvel van circa 50 meter doorsnede, waarop de graftombe staat van baron Johan Gijsbert Verstolk, heer van Soelen en Aldenhaag (1776-1845). Aan de westkant van de heuvel ligt een enigszins verhoogd stuk grond met een eigen gracht, waarop mogelijk een voorburcht stond. Aan de zuidkant staat de boerderij met voorhuis Hoeve Aldenhage uit 1827, met een stal uit 1743. Het grafmonument en Hoeve Aldenhage zijn rijksmonumenten.

## Fotogalerij

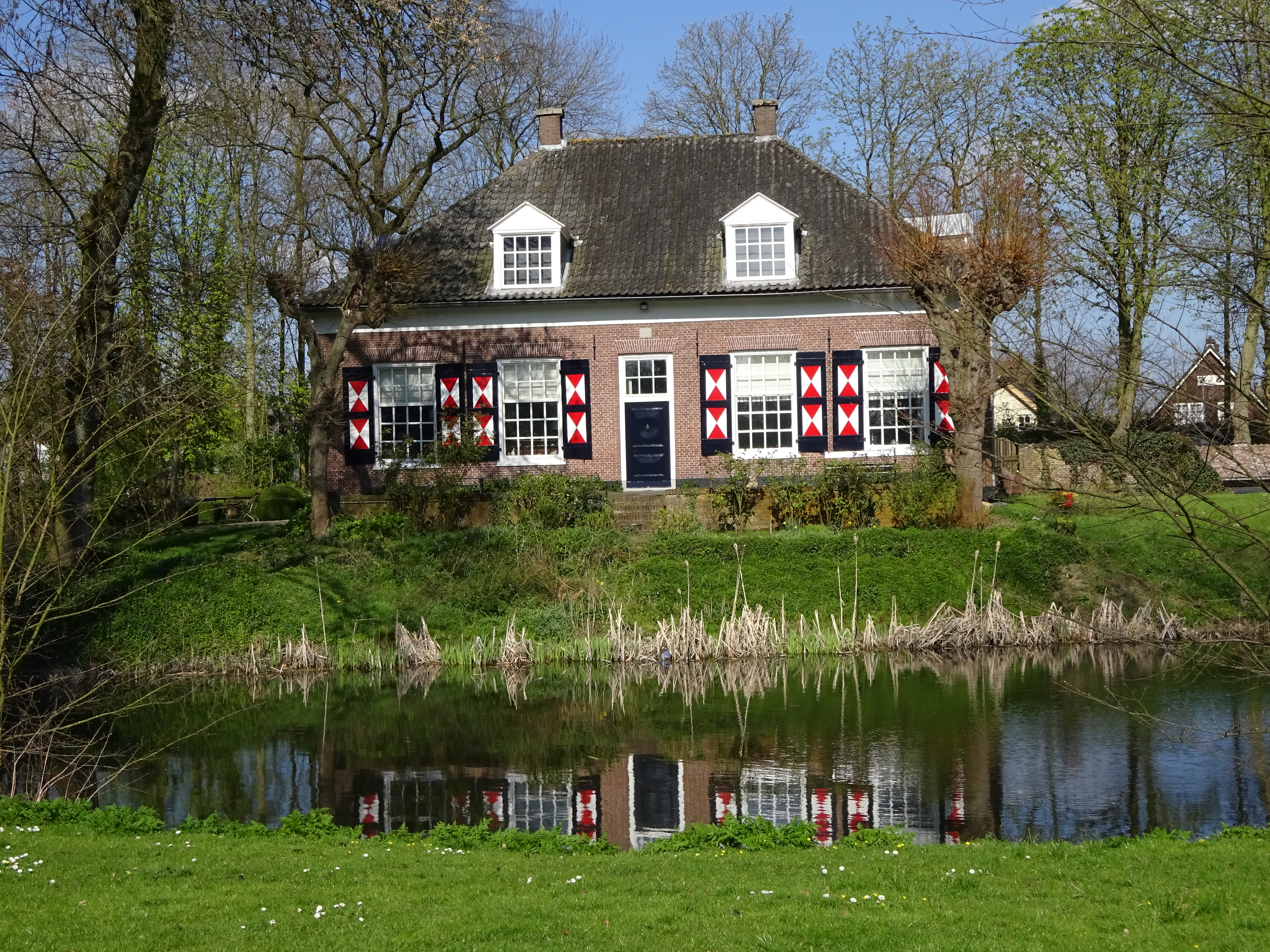
Hoeve Aldenhage (2016)
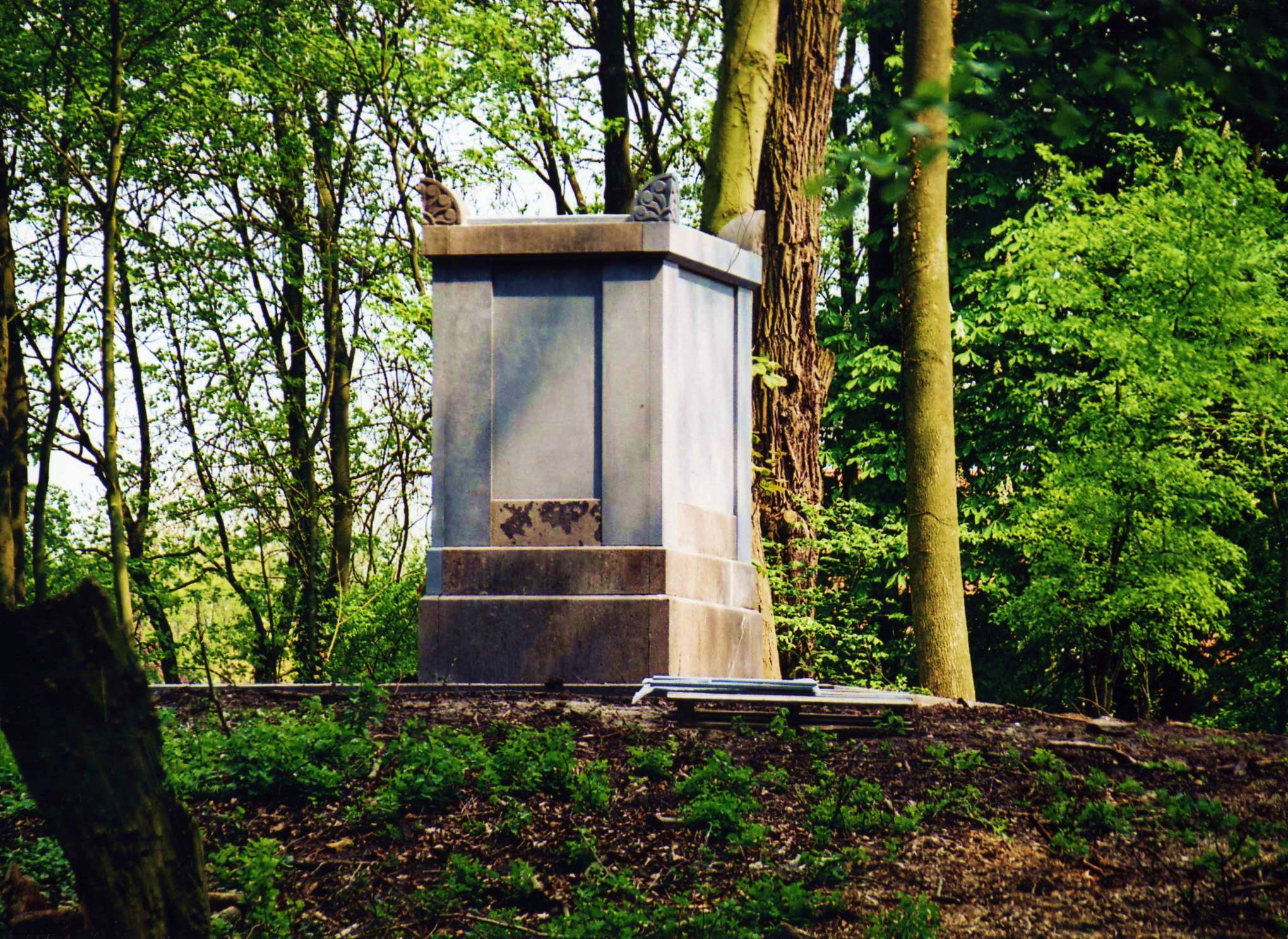
Grafmonument van baron Verstolk